# Иван Дойранлията
Йован Дойранлията (на гръцки: Ιωάννης Δοϊρανλής) е гъркомански революционер, деец на Гръцката въоръжена пропаганда в Македония от началото на XX век.

## Биография
Йован Дойранлията е роден в българския южномакедонски град Кукуш, тогава в Османската империя, днес в Гърция. Присъединява се към гръцката революционна организация в Солун. Действа като четник на Власиос Цироянис в Струмишко. По-късно действа в района на Ениджевардарското езеро. Завръща се в Струмишко, където е четник, куриер и снабдител с оръжие. В 1912 година участва в Балканската война в гръцки разузнавателен отряд.